# Manuel Plaza

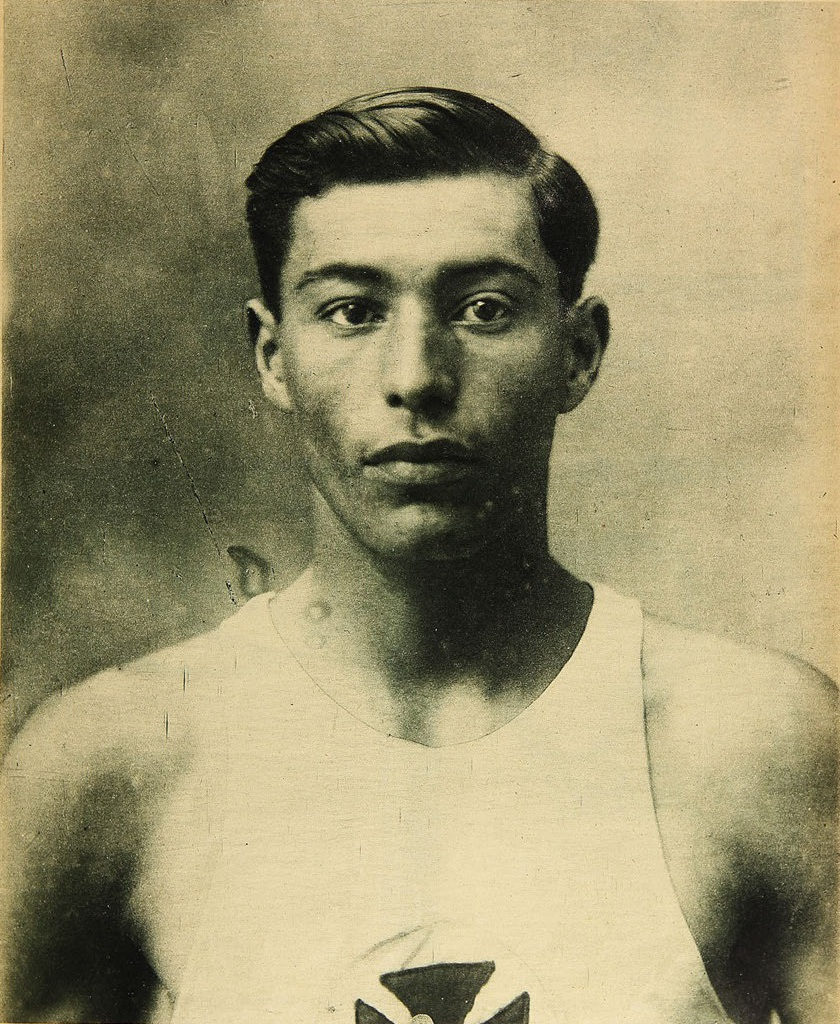
Manuel Plaza Reyes

Manuel Jesús Plaza Reyes (* 17. März 1900; † 9. Februar 1969) war ein chilenischer Marathonläufer und Olympiazweiter.
Manuel Plaza gewann bei den Südamerikameisterschaften 1920 die Silber- bzw. Bronzemedaille über die 10.000- bzw. die 5000-Meter-Strecke.
Er wurde im Marathonlauf bei den Olympischen Spielen 1924 Sechster in 2:52:54 h. Bei den Spielen 1928 in Amsterdam lief er lange im Feld, bis er wenige Kilometer vor dem Ziel mit dem für Frankreich startenden Algerier Boughera El-Ouafi die Spitze überholen konnte. Mit 2:33:23 h lag er nur 26 Sekunden hinter dem El-Ouafi und gewann die Silbermedaille.
Manuel Plaza gewann damit die erste olympische Medaille für Chile überhaupt. Er ist neben der Speerwerferin Marlene Ahrens, die 1956 Silber gewann, Chiles einziger Medaillengewinner in der Geschichte der olympischen Leichtathletik. Die von Plaza knapp verpasste erste Goldmedaille für Chile gewannen erst 2004 im Doppel die Tennisspieler Nicolás Massú und Fernando González.